# Ghostbusters (2016)
Ghostbusters is een Amerikaanse langspeelfilm uit 2016 van Paul Feig. De film is gebaseerd op Ghostbusters uit 1984. De hoofdrollen worden vertolkt door Melissa McCarthy, Kristen Wiig, Kate McKinnon en Leslie Jones. De film ging in première op 9 juli 2016 in het TCL Chinese Theatre in Hollywood. 

## Verhaal
New York krijgt te maken met een invasie van geesten. Een groepje bestrijders van paranormale verschijnselen komen in actie om de bovennatuurlijke bedreigingen te stoppen. De groep bestaat ditmaal uit de vrouwen Abby Yates, Erin Gilbert, Jillian Holtzmann en Patty Tolan, en worden bijgestaan door hun receptionist Kevin Beckman.

## Rolverdeling
- Melissa McCarthy als Abby Yates
- Kristen Wiig als Erin Gilbert
- Kate McKinnon als Jillian Holtzmann
- Leslie Jones als Patty Tolan
- Chris Hemsworth als Kevin Beckman
- Neil Casey als Rowan North
- Andy García als Bradley, de burgemeester van New York
- Charles Dance als Harold Filmore
- Michael K. Williams als Agent Hawkins
- Cecily Strong als Jennifer Lynch
- Matt Walsh als Agent Rourke
- Pat Kiernan als een nieuwsanker
- Michael McDonald als Jonathan de theatermanager
- Adam Ray als Zanger / Stem van Slimer

### Cameo's
- Bill Murray als Martin Heiss
- Dan Aykroyd als Cabbie
- Sigourney Weaver als Rebecca Gorin
- Ernie Hudson als Uncle Bill
- Annie Potts als Desk Clerk
- Ozzy Osbourne als Famous Rock Star